# I-207 (航空機)

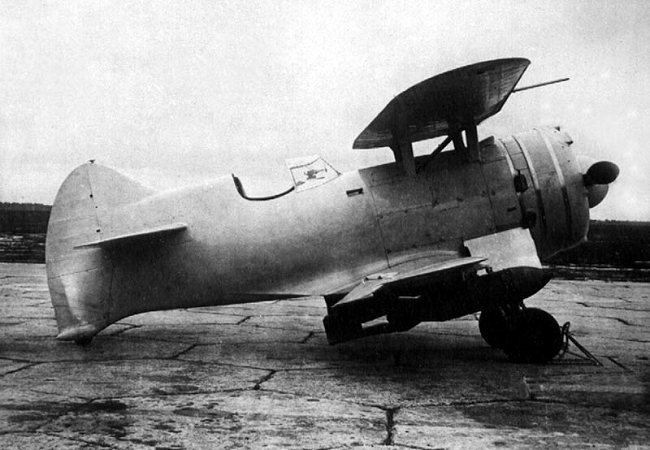
I-207

I-207はソビエト連邦で開発された複葉戦闘機である。小型の機体に1,000馬力(HP)という比較的大馬力のエンジンをつけて、翼間支柱も張線もなくして空気抵抗を減らし単葉機なみの速度を出そうという試みであった。1937年に初飛行した。数機が試作され、後期の機体では胴体に主脚を引き込んで、さらに空気抵抗を減らした。1941年に開発は中止された。設計者はIlya Florentievich FlorovとAleksej Andreevich Borovkovである。

## 要目
- 全幅: 7.00 m
- 全長: 6.35 m
- 全高: 2.85 m
- 翼面積: 18.0 m²
- 最大離陸荷重: 1,850 kg
- エンジン: M-63 ( 705 kW )
- 最大速度:
  - 428 km/h 高度 0 m時
  - 486 km/h 高度 5,300 m時
- 上昇率:5,000 m まで 4.6分
- 最高到達高度: 9,200 m
- 航続距離: 480 km
- 武装: 7.62mm機銃 4丁